# 保林县 (高平省)
保林县（越南语：／）是越南高平省下辖的一个县。面积901平方公里，2018年总人口62000人。

## 地理
保林县北接河江省苗旺县和中国广西壮族自治区，西接河江省安铭县和北迷县，南接宣光省 那𧯄县和北𣴓省咟淰县，东接保乐县。

## 历史
保林县原为保乐县之地。
2000年9月20日，保乐县以德幸社、李贲社、永光社、永丰社、南光社、新越社、广林社、蒙恩社、太学社和安土社10社析置保林县，县莅蒙恩社。
2006年10月27日，保林县蒙恩社析置坡苗市镇，广林社析置石林社，南光社析置南皋社，太学社析置太山社。
2020年1月10日，新越社并入南光社。。

## 行政区划
保林县下辖1市镇12社，县莅坡苗市镇。
- 坡苗市镇（Thị trấn Pác Miầu）
- 德幸社（Xã Đức Hạnh）
- 李贲社（Xã Lý Bôn）
- 蒙恩社（Xã Mông Ân）
- 南皋社（Xã Nam Cao）
- 南光社（Xã Nam Quang）
- 广林社（Xã Quảng Lâm）
- 石林社（Xã Thạch Lâm）
- 太学社（Xã Thái Học）
- 太山社（Xã Thái Sơn）
- 永光社（Xã Vĩnh Quang）
- 永丰社（Xã Vĩnh Phong）
- 安土社（Xã Yên Thổ）